# Dolmen im Ryget Skov
Die beiden Dolmen im Ryget Skov (auch Præsteskoven  (deutsch „Priesterwald“) auch Afd. 10 genannt der Langdysse; und Afd. 1 genannt der Runddysse) liegen in der Furesø Kommune, am Westende des Farum Sø (See) auf der dänischen Insel Seeland. Der Dolmen stammt aus der Jungsteinzeit etwa 3500–2800 v. Chr. und ist eine Megalithanlage der Trichterbecherkultur (TBK).
Der Langdysse misst etwa 30,0 × 6,0 Meter. Seine Oberfläche ist uneben. Von den Randsteinen sind im Norden drei in situ und drei umgeworfene erhalten; Im Süden drei in situ und ein umgeworfener; Im Westen ein umgeworfener. Im Hügel liegt eine rechteckige Kammer ohne Deckstein.
Der etwa 200 m entfernte Runddysse im 139 ha großen Ryget Skov hat etwa 8,0 m Durchmesser. Der sehr gestörte Hügel besaß nur noch vier Randsteine. Von der Kammer waren nur zwei seitliche Tragsteine erhalten. Die Anlage wurde restauriert und ergänzt.
Nördlich liegt das Ganggrab von Farum.